# Consolida tomentosa
Consolida tomentosa är en ranunkelväxtart som först beskrevs av Auch. och Pierre Edmond Boissier, och fick sitt nu gällande namn av Schröd.. Consolida tomentosa ingår i släktet åkerriddarsporrar, och familjen ranunkelväxter. Inga underarter finns listade i Catalogue of Life.